# Svetlana Osipova
Svetlana Osipova (Taskent, 3 de mayo de 2000) es una deportista uzbeka que compite en taekwondo.
Participó en dos Juegos Olímpicos de Verano, en los años 2020 y 2024, obteniendo una medalla de plata en París 2024, en la categoría de +67 kg.
Ganó dos medallas en el Campeonato Mundial de Taekwondo, en los años 2022 y 2023, y dos medallas de bronce en el Campeonato Asiático de Taekwondo, en los años 2022 y 2024. En los Juegos Asiáticos consiguió tres medallas de bronce, en los años 2018 y 2022.

## Palmarés internacional
| Juegos Olímpicos    | Juegos Olímpicos          | Juegos Olímpicos  | Juegos Olímpicos |
| Año                 | Lugar                     | Medalla           | Categoría        |
| ------------------- | ------------------------- | ----------------- | ---------------- |
| 2024                | París (Francia)           | Medalla de plata  | +67 kg           |
| Campeonato Mundial  |                           |                   |                  |
| Año                 | Lugar                     | Medalla           | Categoría        |
| 2022                | Guadalajara (México)      | Medalla de oro    | +73 kg           |
| 2023                | Bakú (Azerbaiyán)         | Medalla de plata  | +73 kg           |
| Juegos Asiáticos    |                           |                   |                  |
| Año                 | Lugar                     | Medalla           | Categoría        |
| 2018                | Yakarta (Indonesia)       | Medalla de bronce | +67 kg           |
| 2022                | Hangzhou (China)          | Medalla de bronce | +67 kg           |
| 2022                | Hangzhou (China)          | Medalla de bronce | Equipo mixto     |
| Campeonato Asiático |                           |                   |                  |
| Año                 | Lugar                     | Medalla           | Categoría        |
| 2022                | Chuncheon (Corea del Sur) | Medalla de bronce | +73 kg           |
| 2024                | Đà Nẵng (Vietnam)         | Medalla de bronce | +73 kg           |